# Asesinato de Charlie Keever y Jonathan Sellers
El asesinato de Charlie Keever y Jonathan Sellers ocurrió el 27 de marzo de 1993, en el condado de San Diego, California. Los asesinatos fueron resueltos gracias a las muestras de ADN recuperadas, que coincidieron con el del asesino ocho años después del crimen.

## Las víctimas
Charles Allen "Charlie" Keever (1 de noviembre de 1979 - 27 de marzo de 1993) era un chico de 13 años, el menor de tres hijos, siendo sus hermanos mayores Lisa Keever y Michael Keever. Los padres de Charlie eran David Keever y Maria Keever. Su padre y sus dos abuelos murieron antes de que se descubriera al asesino.
Jonathan Lee "Jon" Sellers (18 de abril de 1983 - 27 de marzo de 1993) estaba a un mes de su décimo cumpleaños, era el cuarto de seis hijos, más joven que su hermana melliza Jennifer, y sus otros hermanos eran Natasha, Dennis Michael y Tammie R. Sellers con un medio hermano mayor, Alton Williams II, que más tarde se convirtió en miembro del reparto del reality show The Real World: Las Vegas. Los padres de Jonathan eran Dennis L. Sellers y Milena M. Sellers.
Ambos niños fueron enterrados en el cementerio católico de Santa Cruz en Chollas View, San Diego.

## Asesinato
El sábado 27 de marzo de 1993, los amigos Charlie Keever y Alton Williams (de 13 años en ese momento, y hermano mayor de Jonathan Sellers) decidieron pasar la tarde en bicicleta. Sin embargo, un cambio de último momento en los planes hizo que Alton se quedara atrás y fuera Jonathan quien se uniera a Charlie. Jennifer, la hermana melliza de Jonathan, también quería ir, pero Jonathan le dijo que no quería que una chica los acompañara, por lo que Milena Sellers, la madre de Jonathan, le dijo a Jennifer que dejara que los niños disfrutaran del día y que la próxima vez podría ir, así que Jennifer se quedó en casa.
Alrededor del mediodía, Jonathan y Charlie partieron en sus bicicletas de 20 pulgadas de color azul y fueron a comer hamburguesas con patatas fritas al restaurante Rally's (un restaurante local de comida rápida) en el barrio de Imperial Beach en San Diego. Luego, fueron a una tienda de mascotas cercana y jugaron con algunos de los perros y gatos, conversando con el gerente y los clientes. Después de salir de la tienda de mascotas, los niños no fueron vistos con vida otra vez.
La policía conjetura que en algún momento a lo largo de su paseo en bicicleta, los niños fueron atraídos o se dirigieron a un improvisado fuerte con forma de iglú levantado a lo largo del río Otay en la ciudad de Imperial Beach, donde fueron violados, torturados y asesinados.
El lunes 29 de marzo de 1993, un ciclista que paseaba en bicicleta por el río Otay, descubrió los cadáveres a 9 metros de sus bicicletas entre la maleza en la orilla oeste del río. Charlie estaba en el suelo, con la cabeza sobre su ropa y la de Jonathan. Había sido estrangulado con una cuerda, sus genitales aparecían sangrientos y mostraban extensas marcas de mordeduras, el informe de la autopsia concluyó que estaba vivo cuando le infligieron los mordiscos. Las muestras de tejido en la boca de Charlie finalmente probaron que contenían ADN del asesino.
Jonathan fue encontrado arrodillado, estrangulado con una cuerda atada a la rama de un arbusto de ricino. Al igual que Charlie, sus muñecas y tobillos estaban atados con una cuerda, su boca amordazada y estaba desnudo de cintura para abajo. La cuerda estaba firmemente anudada alrededor de su cuello y sus genitales habían sido gravemente mutilados.

## Crimen resuelto a través del ADN
En marzo de 2001, una base de datos de ADN identificó a Scott Erskine (22 de diciembre de 1962-3 de julio de 2020) como sospechoso, basándose en el ADN encontrado en la escena de los asesinatos. Erskine se encontraba ya en prisión condenado a 70 años por una violación sádica cometida contra una mujer seis meses después de los asesinatos de Charlie y Jonathan. Era un violador en serie que a lo largo de su vida había atacado y violado niños, niñas y mujeres, nunca hombres, siendo también sospechoso de la violación y estrangulamiento de una mujer en Florida en 1989.
En 2003, Erskine fue a juicio por los cargos de doble asesinato con las denuncias especiales de sodomía, cópula oral, abuso de menores y tortura, y tres cargos de circunstancias especiales: tortura, agresión sexual y asesinato múltiple. Fue encontrado culpable.
Durante la fase penal del juicio, un miembro del jurado no quiso darle a Erskine la pena de muerte, por lo que el juez declaró juicio nulo para la parte de la fase de penalización del juicio.
En abril de 2004, un nuevo jurado convocado votó por unanimidad la pena de muerte. El 1 de septiembre de 2004, un juez de California condenó a muerte a Erskine y fue enviado a la Prisión Estatal de San Quintín. Las madres de los niños fundaron en 2005 una fundación con su nombre que fomenta la prevención del secuestro y abuso de menores y da apoyo a las familias de víctimas.
Erskine murió de complicaciones de COVID-19 mientras estaba encarcelado el 3 de julio de 2020.